# Comunitat de comunes del Vilaine Mitjà i del Semnon
La Comunitat de comunes del Vilaine Mitjà i del Semnon (en bretó Kumuniezh kumunioù Bro Kreiz ar Gwilen hag ar Sevnon) és una estructura intercomunal francesa, situada al departament de l'Ille i Vilaine a la regió Bretanya, al País de Les Vallons de Vilaine. Té una extensió de 375,86 kilòmetres quadrats i una població de 25.687 habitants (2006).

## Composició
Agrupa 17 comunes :
| - Bain-de-Bretagne - La Bosse-de-Bretagne - Chanteloup - La Couyère - Crevin - Ercé-en-Lamée - Lalleu - Messac - La Noë-Blanche | - Pancé - Le Petit-Fougeray - Pléchâtel - Poligné - Saulnières - Le Sel-de-Bretagne - Teillay - Tresbœuf |